# Galidictis fasciata
La mangosta de franjas anchas (Galidictis fasciata) es una especie de mamífero carnívoro de la familia Eupleridae. Es un habitante del bosque del oriente de Madagascar. Esta especie está conformada por dos subespecies: G. f. striata and G. f. fasciata. Sus características distintivas son sus rayas y su cola; la primera especie tiene una cola delgada y blanca y cinco franjas tripes, mientras la segunda tiene una cola gruesa de color marrón rojizo y de ocho a diez franjas. Esta especie se alimenta de roedores pequeños. Esta especie es más activa en la tarde que en la noche. Viven en parejas y se reproducen anualmente, obteniendo una cría cada temporada seca.